# Armin Gatterer
Armin Gatterer (* 9. Mai 1959 in Bozen, Italien) ist ein Schriftsteller und Verwaltungsbeamter für Kultur aus Südtirol.

## Leben
Armin Gatterer studierte ab 1978 Germanistik und Philosophie an den Universitäten Innsbruck, Würzburg und Wien. 1984 promovierte er mit einer in Innsbruck eingereichten Dissertation über Valenzen bestimmter Substantive. Von 1986 bis 1989 war er Lehrer an einer Oberschule, in den Jahren 1986 und 1987 auch Kulturredakteur der ff. Ab 1989 arbeitete er als Referent des Südtiroler Landesrates für Kultur und Unterricht Bruno Hosp. 1999 wurde Gatterer in den Verwaltungsrat von Eurac Research berufen. 2003 kandidierte er auf der Liste der SVP für den Südtiroler Landtag, konnte jedoch kein Mandat erringen. Ab 2004 arbeitete er als Abteilungsdirektor in der Abteilung Deutsche Kultur der Südtiroler Landesverwaltung. 2016 beauftragte ihn Landesrat Philipp Achammer mit der Direktion der Ressorts Bildungsförderung, Deutsche Kultur und Integration.
Neben seinem Beruf ist Gatterer literarisch tätig. 1981 war er Mitbegründer der in Bozen erscheinenden Kulturzeitschrift „Die Distel“, deren Redaktion er bis 1996 angehörte. 1986 nahm er am Ingeborg-Bachmann-Wettbewerb in Klagenfurt teil. Gatterer lebt in Bozen.
Armin Gatterer ist Verfasser von Erzählungen, Essays, Gedichten, und Theaterstücken.
Er ist Mitglied des PEN-Club Liechtenstein. 1987 erhielt er den Prosapreis Brixen-Hall, 1980 den Liechtenstein-Preis des PEN-Clubs Liechtenstein für einen Essay über Albert Camus.

## Werke
- Sonne, große Spinne, Bozen 1981
- Kopfgerüste, Bozen 1983[2]
- Genfer Novellen, Innsbruck 1991
- Augenhöhen. Essays zu Politik und Kultur, Bozen 2003[3]